# Brogliaccio Ancona
Brogliaccio Ancona – żeński klub piłki siatkowej z Włoch. Został założony w 1973 w mieście Ankona. Klub zakończył swoją działalność w 1996.

## Sukcesy
- Puchar Challenge:
  -  1988